# Метиловий фіолетовий

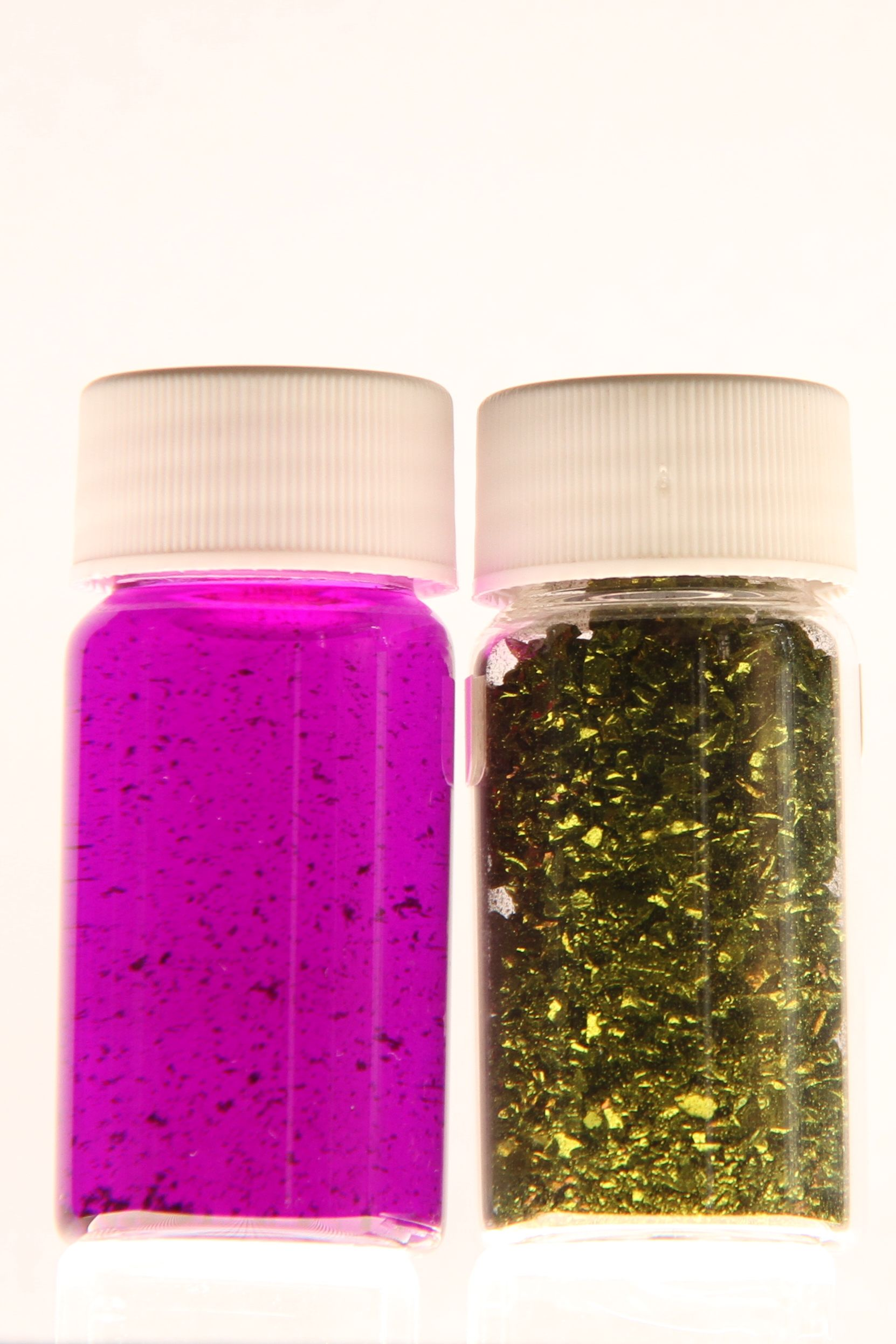
Метилвіолет твердий та у водному розчині

Мети́ловий фіоле́товий (метилвіолет) — органічний барвник, представник алкільних (переважно, метильних) похідних фуксину. Залежно від числа метильних груп, розрізняють форми метивіолету, які відрізняються кольором: збільшення числа метильних груп викликає поступовий перехід кольору до синього. Найпоширеніші форми:

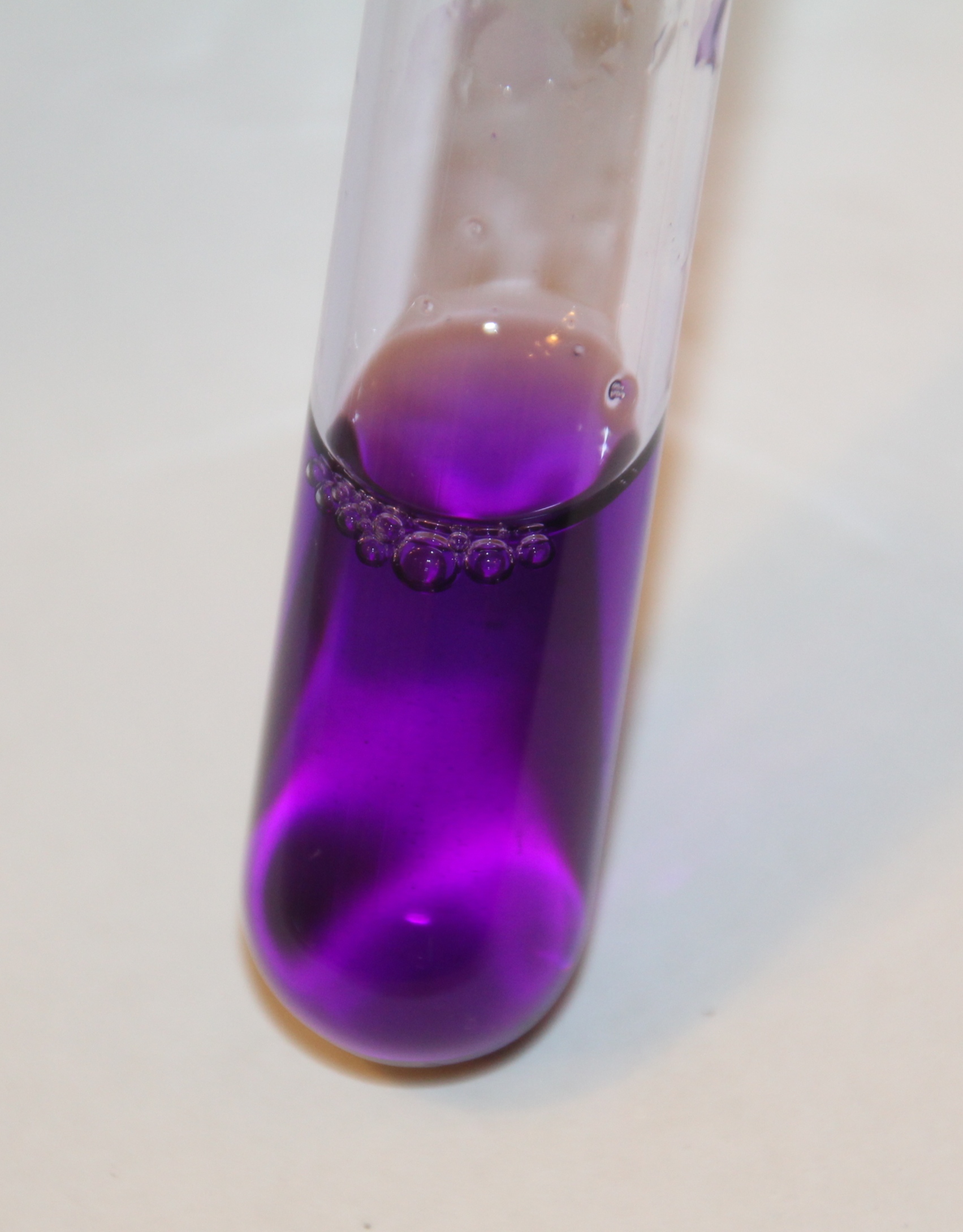
Водний розчин метилового фіолетового

- кристалічний фіолетовий (метиловий фіолетовий 10В);
- метиловий фіолетовий 6В;
- метиловий фіолетовий 5В;
- метиловий фіолетовий 2В.

Застосовується для виготовлення чорнила, фарбування стрічок друкарських машинок, фарбування мікроорганізмів (метод Грама), обмежено — для фарбування вовни, шовку, в аналітичній хімії — для визначення деяких іонів.